# Annagül Annagulyýewa
Annagül Annakuliyeva (russisch Аннагуль Аннакулиева Annagul Annakulijewa; geboren am 31. Dezember 1924; gestorben am 18. Juli 2009 in Aşgabat) war eine turkmenische Opernsängerin (Sopran) und Filmschauspielerin. Annagulyýewa war die erste turkmenische Opernsängerin, die internationalen Ruhm erlangte.

## Leben
Die Sopranistin Annagulyýewa begann ihre Karriere 1941 am Turkmenischen Theater für Oper und Ballet in Aşgabat, der Hauptstadt der damaligen Turkmenischen SSR innerhalb der Sowjetunion. In der am 6. November 1941 uraufgeführten Oper Zöhre-Tahyr von Adrian Schaposchnikow, einer der ersten turkmenischen Opernkompositionen, spielte und sang sie die Hauptrolle.
Annagulyýewa trat an Theatern in der gesamten Sowjetunion auf und erschien auch in einer Reihe von sowjetischen Filmen, beispielsweise dem Film Schachsenem i Garib im Jahr 1964, aber auch den Regiearbeiten ihres Ehemanns Alty Garliyev, wie Sa rekoi graniza im Jahr 1971. In Anerkennung ihrer Verdienste für die Kunst, besonders die Oper, wurde Annagulyýewa als Volkskünstlerin der UdSSR ausgezeichnet.
Annagül Annagulyýewa starb im Alter von 85 Jahren am 18. Juli 2009 in Aşgabat. Erst kurz zuvor, im Jahr 2008, wurde ein Verbot sämtlicher Opernaufführungen, das der turkmenische Präsident Saparmyrat Nyýazow 2001 erlassen hatte, durch dessen Nachfolger Gurbanguly Berdimuhamedow aufgehoben.